# Meckesheim
Meckesheim település Németországban, azon belül Baden-Württembergben. Lakosainak száma 5244 fő (2023. december 31.). Meckesheim Eschelbronn, Zuzenhausen, Spechbach és Lobbach községekkel határos.

## Népesség
A település népessége az elmúlt években az alábbi módon változott:
| Lakosok száma | 4509 | 5030 | 5044 | 5097 | 5215 | 5230 | 5200 | 5284 | 5244 |
|               | 1975 | 2014 | 2015 | 2016 | 2017 | 2019 | 2021 | 2022 | 2023 |